# کویلو، آنگولا
کویلو (به انگلیسی: Cuilo) شهری در استان لوندای شمالی واقع در کشور آنگولا است که در سال ۲۰۰۹ میلادی ۳٬۸۹۰ نفر جمعیت داشته است.